# Летсіє I Мошвешве
Летсіє I Мошвешве (1811 — 20 листопада 1891) — другий верховний вождь Басутоленду (сучасне Лесото).

## Біографія
Був старшим з чотирьох синів засновника держави Мошвешве I, від якого успадкував владу в країні на початку 1870 року.
Відвідував першу християнську школу в регіоні. За правління батька потай провадив опозиційну діяльність, а під час війни в Секіті 1865—1868 років проти волі батька намагався укласти мирний договір з бурами Оранжевої Вільної Держави.
18 січня 1870 року Мошвешве зрікся престолу та передав владу Летсіє. 1871 року Басутоленд став частиною Капської колонії. За правління Летсіє розпочалась війна, в результаті якої Басутоленд знову потрапив під пряму британську адміністрацію.
Летсіє І помер у листопаді 1891 року, після чого владу успадкував його син Леротолі.